# MotorStorm: Arctic Edge
MotorStorm: Arctic Edge es el tercer juego de la serie de videojuegos MotorStorm, desarrollado por Bigbig Studios y publicado por Sony Computer Entertainment para PlayStation Portable y PlayStation 2, que se lanzó en 2009.

## Jugabilidad
El juego se aleja una vez más de los entornos desérticos del título original y del exuberante entorno insular de la secuela y se traslada al duro clima ártico de Alaska, al borde del círculo polar ártico. La jugabilidad es similar a la de los títulos anteriores de la serie, como los potenciadores de nitrógeno, los peligros ambientales y los entornos destructibles. Los vehículos tienen la capacidad de enfriar el potenciador conduciendo por nieve profunda o bajo cascadas, la misma técnica que se utiliza para conducir por el agua en MotorStorm: Pacific Rift. A diferencia de los títulos anteriores de la serie, el juego solo presenta un máximo de diez corredores en cada carrera.
Entre los nuevos peligros se incluyen las avalanchas, que pueden ser provocadas por la explosión de un vehículo o por el sonido de la bocina del mismo, lo que hace que una gran cantidad de nieve se desplace por la pista y golpee a los oponentes, incluido el jugador, sin importar la fuerza de los vehículos. Los puentes helados también pueden ser peligrosos para los vehículos pesados. Mientras que los vehículos pequeños pueden atravesar puentes de hielo, los vehículos más pesados pueden hacer que se desintegren y rompan, haciendo que el atajo sea imposible de cruzar.
Existen diferencias entre la edición del juego para PlayStation Portable y PlayStation 2 para aprovechar las capacidades específicas de cada sistema. La versión para PlayStation Portable cuenta con un modo fotográfico, bandas sonoras personalizadas y juego en línea que incluye un modo multijugador en línea para 6 jugadores. Por otro lado, la versión para PlayStation 2 cuenta con un modo multijugador en pantalla dividida como el que se encuentra presente en el juego anterior, MotorStorm: Pacific Rift. El modo de juego Time Attack presenta una tabla de clasificación en línea que enumera los tiempos de vuelta establecidos en la versión PlayStation Portable del juego debido a la falta de funcionalidad en línea de la versión PlayStation 2, aunque el modo en sí está disponible para ambas consolas.

### Modos de juego
Al igual que en el título anterior MotorStorm, el modo de juego principal de MotorStorm: Arctic Edge es el Festival, donde el jugador participa en más de 100 eventos que abarcan 8 niveles. Estos eventos incluyen varias series de carreras llamadas "Invitational".
El otro modo de juego del juego se conoce como el Modo Wreckreation, que consta de varios modos de juego, como:
- Juego libre, es el modo de carrera clásico en la mayoría de los juegos de carreras, donde los jugadores seleccionan un tipo de carrera, una pista, etc., seguido de la selección del vehículo.
- Time-Attack, es donde se cronometra a los jugadores en cuanto a cuánto tiempo tardan en recorrer las curvas y los giros una vuelta a la vez. Una vez que se establece el tiempo de vuelta, el fantasma del mejor tiempo registrado por el jugador aparecerá en el circuito, aunque el jugador puede optar por competir contra el fantasma que representa el tiempo establecido por los desarrolladores.[4]

### Vehículos
MotorStorm: Arctic Edge incluye un total de 24 vehículos de 8 clases, la mayoría de los cuales están diseñados especialmente para adaptarse al clima ártico: motos, vehículos todoterreno, máquinas de nieve, buggy, coches de rally, vehículos para nieve, vehículos para nieve y camiones pesados. Cada vehículo es totalmente personalizable, con una gran cantidad de modificaciones cosméticas, como diseños, alerones, escapes y pegatinas de patrocinadores.

### Pistas
MotorStorm: Arctic Edge cuenta con un total de 12 pistas, junto con las variantes inversas de cada pista. Algunas pistas también incluyen numerosos peligros.
Durante las carreras en cada pista se ven puentes helados que pueden suponer un peligro para los conductores. Aunque los vehículos pequeños y ligeros pueden atravesarlos fácilmente, los vehículos más grandes y pesados pueden desintegrar fácilmente el puente al cruzarlo, lo que hace que los oponentes que van detrás se caigan por la pista y se estropeen o sufran algún daño y se vayan si uno de los vehículos pesados atraviesa la pista mientras el otro se cae cuando el puente cede. Otro nuevo peligro, conocido como avalancha, puede desencadenarse al tocar las bocinas de los vehículos o por explosiones de los mismos. La avalancha golpeará a los oponentes que se encuentren en el camino. La cantidad de nieve también aumenta a medida que los corredores suben la montaña, lo que haría que la superficie se volviera más resbaladiza para los vehículos.

## Desarrollo
Sony Computer Entertainment confirmó que MotorStorm: Arctic Edge para PlayStation Portable y PlayStation 2 no fue desarrollado por Evolution Studios, que ya había desarrollado los dos títulos anteriores, sino por Bigbig Studios. Antes de eso, los rumores sobre una edición para PlayStation Portable del anterior MotorStorm para PlayStation 3 habían estado circulando debido a un aviso de un miembro del personal de Sony Computer Entertainment Europe en noviembre de 2008.

## Recepción
La versión de PSP recibió "críticas generalmente favorables", mientras que la versión de PlayStation 2 recibió críticas superiores a la media, según el sitio web de agregación de reseñas Metacritic. En Japón, donde se adaptó la versión anterior para su lanzamiento bajo el nombre MotorStorm Raging Ice (モーターストーム レイジングアイス MōtōSutōmu Reijingu Aisu?) el 1 de noviembre de 2009, Famitsu le dio una puntuación de 29 sobre 40.